# Парламентские выборы в Кабо-Верде (2016)
Парламентские выборы в Кабо-Верде проходили 20 марта 2016 года. Правящая Африканская партия независимости Кабо-Верде под руководством Жаниры Алмады потерпела поражение от Движения за демократию под руководством Жозе Коррея и Силва.

## Избирательная система
72 депутата Национального собрания Кабо-Верде избираются в 16 многомандатных округах, количество мест в которых насчитывает от 2 до 15. Выборы проходят по системе пропорционального представительства, распределение мандатов осуществляется по методу Д’Ондта.

## Кампания
В выборах участвовал 551 кандидат, из которых 73 — женщины.

## Результаты
| Партия                                                             | Голоса  | %     | Места | +/-   |
| ------------------------------------------------------------------ | ------- | ----- | ----- | ----- |
| Движение за демократию                                             | 122 881 | 54,48 | 40    | +8    |
| Африканская партия независимости Кабо-Верде                        | 86 078  | 38,16 | 29    | -9    |
| Демократический и независимый союз Кабо-Верде                      | 15 488  | 6,87  | 3     | +1    |
| Народная партия                                                    | 777     | 0,34  | 0     | новая |
| Социал-демократическая партия                                      | 232     | 0,10  | 0     | 0     |
| Партия труда и солидарности                                        | 107     | 0,05  | 0     | 0     |
| Недействительных/пустых бюллетеней                                 | 3774    | -     | -     | -     |
| Всего                                                              | 229 337 | 100   | 72    | 0     |
| Зарегистрированных избирателей/Явка                                | 347 622 | 65,97 | -     | -     |
| Источник: CNE Архивная копия от 20 декабря 2016 на Wayback Machine |         |       |       |       |